# Булгарські мови
Булгарські мови (огурські мови, r-тюркські мови) — тюркська мовна група імовірно найдавнішої формації. Протиставлені всім іншим тюркським за рядом ознак. У деяких класифікаціях (наприклад, у М. М. Поппе) вважаються перехідною ланкою від тюркських до монгольських.

## Класифікація
- Алтайські мови
  - Тюркські мови
    - Булгарські мови
      - Булгарська мова †
        - Волзько-камська булгарська мова †
        - Дунайська булгарська мова †

      - Гунська мова †
      - Тюрксько-аварська мова †
      - Хозарська мова †
      - Чуваська мова

† — мертва мова.
Мало що відомо про будь-який точний взаємозв'язок між цими мовами, й наразі є предметом суперечки чи може бути чуваська мова дочірньою до будь-якої з цих мов або просто має сестринський до них стосунок (Johanson 1998).

## Особливості
До фонетичних особливостей булгарської групи можна віднести наступне:
- збереження відмінностей між довгими і короткими голосними;
- оригінальний вокалізм;
- пом'якшення в ряді позицій звуків s і t (у сучасній чуваській шиплячі рефлекси);
- ротацизм — зміна пратюркського ŕ на r ;
- ламбдаїзм — зміна пратюркського ł на l у закритому складі, и на š у відкритому — в сучасній чуваській зберігається значна кількість етимологічних дублетів;
- збереження протиставлення ŕs і ŕ і łč та ł — в інших тюркських ŕs збігається з ŕ, а łč з ł.
- реалізація в залежності від позиції пратюркського-d-у вигляді-j-(у сучасній чуваській зберігається, зливається з голосними або переходить в-v-) або-z-, можливо, також-d-(ймовірно, в хазарській); зміна - z->-r-(другий ротацизм) пізніший.

У сучасній чуваській також відбулися такі фонетичні процеси: збіг i, ɨ і ü, огублення a в першому складі, оглушення початкових дзвінких, одзвончення слабких глухих, зміна q> x (останнє спостерігалося вже у волзько-камській).
- Граматичні особливості:

- відсутність закінчення-lar у множині (зберігаються пережитки у вигляді-ar, що вказують на спочатку складовий характер-lar) - у сучасній чуваській вживається закінчення-sem (по діалектам-sam);
- збіг давального та знахідного відмінку;
- найпослідовніше розрізнення основ на голосний, у тому числі на редукований ə, і на приголосний, при обмеженості використання показника присвійності-sɨ;
- показники присвійності, що передують числовим.

## Ресурси Інтернету
- https://web.archive.org/web/20120605145058/http://multitree.linguistlist.org/codes/bolg